# Clan Hayashi (érudits confucéens)
Pour les articles homonymes, voir Clan Hayashi.
Le clan Hayashi (林氏, Hayashi-shi) est un clan japonais de samouraïs qui servent comme importants conseillers aux shoguns Tokugawa. Parmi les membres du clan qui occupent des postes importants au sein du shogunat se trouve son fondateur, Hayashi Razan, qui transmet son poste de recteur héréditaire de l'école néoconfucianiste Yushima Seidō à son fils, Hayashi Gahō, qui lui-même le passe à son fils, Hayashi Hōkō. Cette lignée de succession se poursuit jusqu'à la fin du mandat de Hayashi Gakusai en 1867. Certains éléments de l'école continuent cependant ce système jusqu'en 1888, quand elle a été intégrée dans l'université de Tokyo nouvellement réorganisée.

## Analyse critique
La position spéciale de la famille Hayashi comme conseillère personnelle des shoguns donne à son école une imprimatur de légitimité qu'aucune autre académie confucéenne de l'époque ne possède, ce qui entraîne que les vues ou les interprétations des Hayashi sont acceptées comme des dogmes. Toutes personnes contestant le statu quo des Hayashi est perçue comme essayant de défier l'hégémonie Tokugawa ; et tout désaccord avec les Hayashi est interprété comme une menace contre la structure générale des complexes relations de pouvoir au sein desquelles est inséré le confucianisme japonais. Tout litige dans le domaine confucéen dans les années 1650 et 1660 peut avoir pour origine des rivalités personnelles ou d'authentiques désaccords philosophiques, mais toutes les questions sont inextricablement liées à la présence politique dominante du shogun et de ceux qui gouvernent en son nom. Par ailleurs, afin d'enraciner solidement le système de gouvernement des Tokugawa et de pacifier les belliqueux samouraïs de provinces et les sectes religieuses d'influence shinto et bouddhique, Hayashi Razan et ses successeurs changèrent brutalement la base de la structure socio-religieuse japonaise, passant du bouddhisme japonais à ce néo-confucianisme dogmatique.
À cette époque, les Tokugawas et les fudai daimyo (les daimyōs ayant soutenu Tokugawa Ieyasu lors de la bataille de Sekigahara, considérés donc comme des alliés sûrs, et par conséquent privilégiés) sont seulement les plus puissants des quelque deux cent cinquante seigneurs détenteurs de domaines du pays. En attribuant les postes essentiels du shogunat à leurs fidèles et loyaux daimyōs, les shoguns augmentent paradoxalement le pouvoir des titulaires de ces postes tout en diminuant les pouvoirs qu'autrefois détenait seul Ieyasue, ce qui amène chacun à se défendre avec zèle contre quoi que ce soit qui puisse être considéré comme une atteinte à l'ensemble combiné de son pouvoir et de son prestige. Par ailleurs, les caractères différents des shoguns exacerbent plus encore cette tendance. La structure de pouvoir de la période Edo elle-même décourage la dissension par rapport à ce qui est devenu l'orthodoxie acceptée des Hayashi.
Dans l'éventail des féodaux médiévaux de l'époque des Tokugawa, le chef de la famille Hayashi lui-même est un hatamoto de haut rang (donc placé sous la juridiction du wakadoshiyori) et possède un revenu de 3 500 koku.

## Membres notables du clan

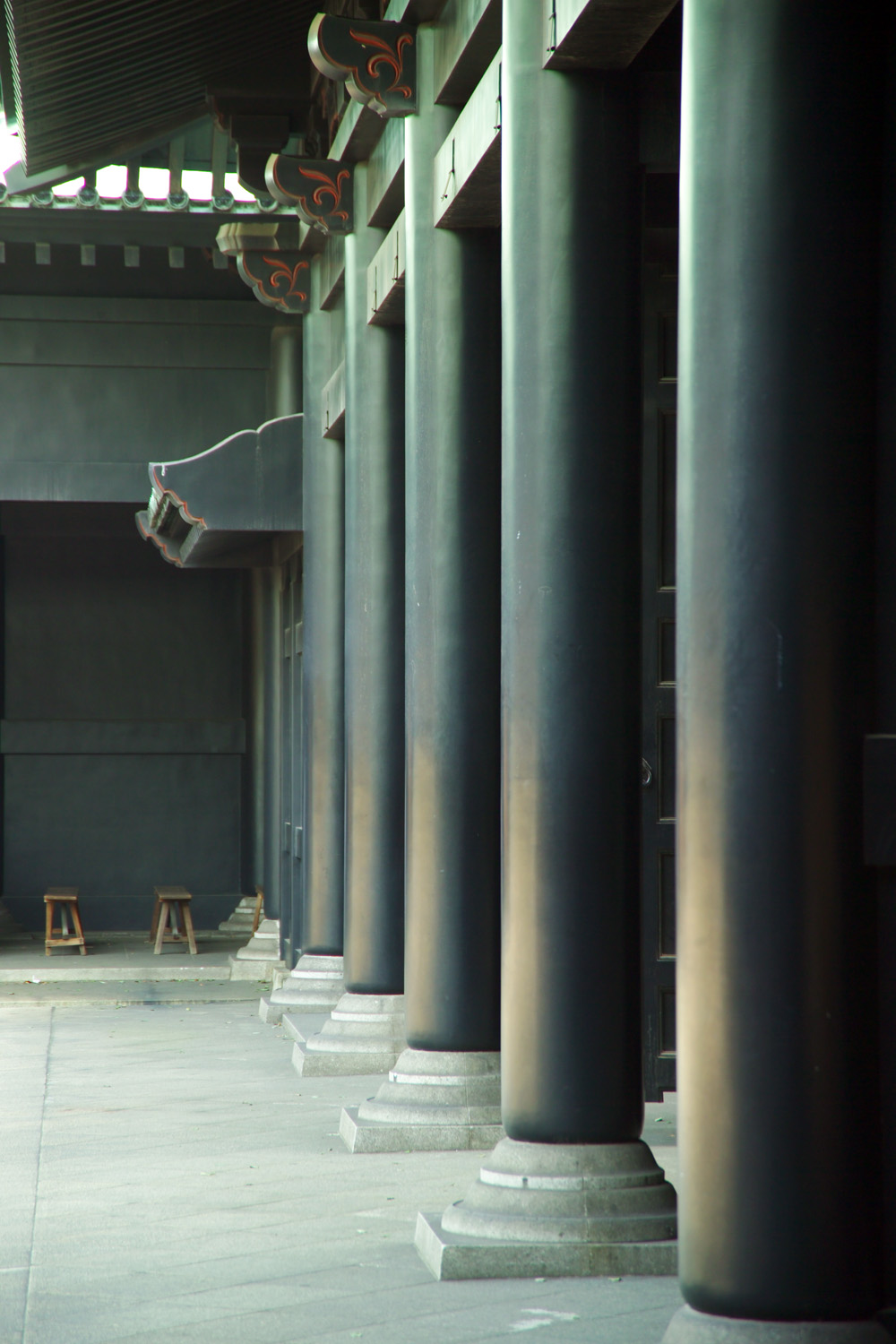
Colonnade au temple reconstruit du Yushima Seidō.

Dans les premières années de la période Edo, le seidō ou « salle des sages » confucéens est situé à Shinobugaoka ; mais en 1961, il est déplacé près du sommet d'une colline dans le quartier Yushima d'Edo. Les chefs héréditaires du Yushima Seidō (plus tard, le daigaku d'Edo) sont présentés ci-dessous :
- fondateur : Hayashi Razan (1583-1657), anciennement Hayashi Nobukatsu, aussi connu comme Dōshun (1er fils de Nobutoki)[8] ;
- fils du fondateur : Hayashi Gahō (1618-1688), anciennement Hayashi Harukatsu (3e fils de Razan)[9] ;
- 1er recteur : Hayashi Hōkō (1644-1732), anciennement Hayashi Nobuhatsu (fils de Gahō)[7] ;
- 2e recteur : Hayashi Ryūkō (1681-1758) ;
- 3e recteur : Hayashi Hōkoku (1721-1773) ;
- 4e recteur : Hayashi Hōtan (1761-1787) ;
- 5e recteur : Hayashi Kimpō (1767-1793), aussi connu sous le nom Hayashi Kanjun ou Hayashi Nobutaka[10] ;
- 6e recteur : Hayashi Jussai (1768-1841), anciennement Matsudaira Norihira, 3e fils du daimyo Matsudaira Norimori du domaine d'Iwamura (Norihira est adopté par la famille Hayashi quand Kimpō/Kanjun meurt sans enfant) ; il explique la politique étrangère du shogunat à l'empereur Kōkaku en 1804[11], aussi connu comme Hayashi Jussai[12] et Hayashi Kō[10] ;
- 7e recteur : Hayashi Teiu (1791-1844) ;
- 8e recteur : Hayashi Sōkan (1828-1853) ;
- 9e recteur : Hayashi Fukusai (1800-1859), aussi connu comme Hayashi Akira, négociateur japonais en chef pour la convention de Kanagawa[13] ;
- 10e recteur : Hayashi Gakusai (1833-1906), anciennement Hayashi Noboru, chef du Yushima Seidō en 1867 ;
  - Hayashi Nobutoki (1583-1657), père de Hayashi Razan[10] ;
  - Hayashi Nobozumi (1585-1683), frère de Hayashi Razan[14] ;
  - Hayashi Yoshikatsu, frère de Hayashi Nobutoki et père adoptif de Hayashi Razan[10] ;
  - Hayashi Dokkōsai, anciennement Hayashi Morikatsu (1624-), 4e fils de Hayashi Razan ;
  - Hayashi Gahō ou Hayashi Shunsai (1618-1680), variante orthographique du premier nom de Hayashi Gahō[10] ;
  - Hayashi Jo, fils de Hayashi Razan, frère de Gahō and Morikatsu[14] ;
  - Hayashi Shuntoku (1624-1661) ;
  - Hayashi Baisai ;
  - Hayashi Kansai ;
  - Torii Yōzō, 2e fils de Jussai, adopté par la famille Torii[15] ;
  - Satō Issai (1772-1859), adopté par la famille Hayashi d'Iwamura, becomes professorial head of academy in 1805[16] ;
  - Hayashi Kakuryō (1806-1878), érudit confucéen qui n'a jamais renoncé à son chignon[17] ;
  - Hayashi Ryōsai (1807-1849)[18].

### Bibliographie

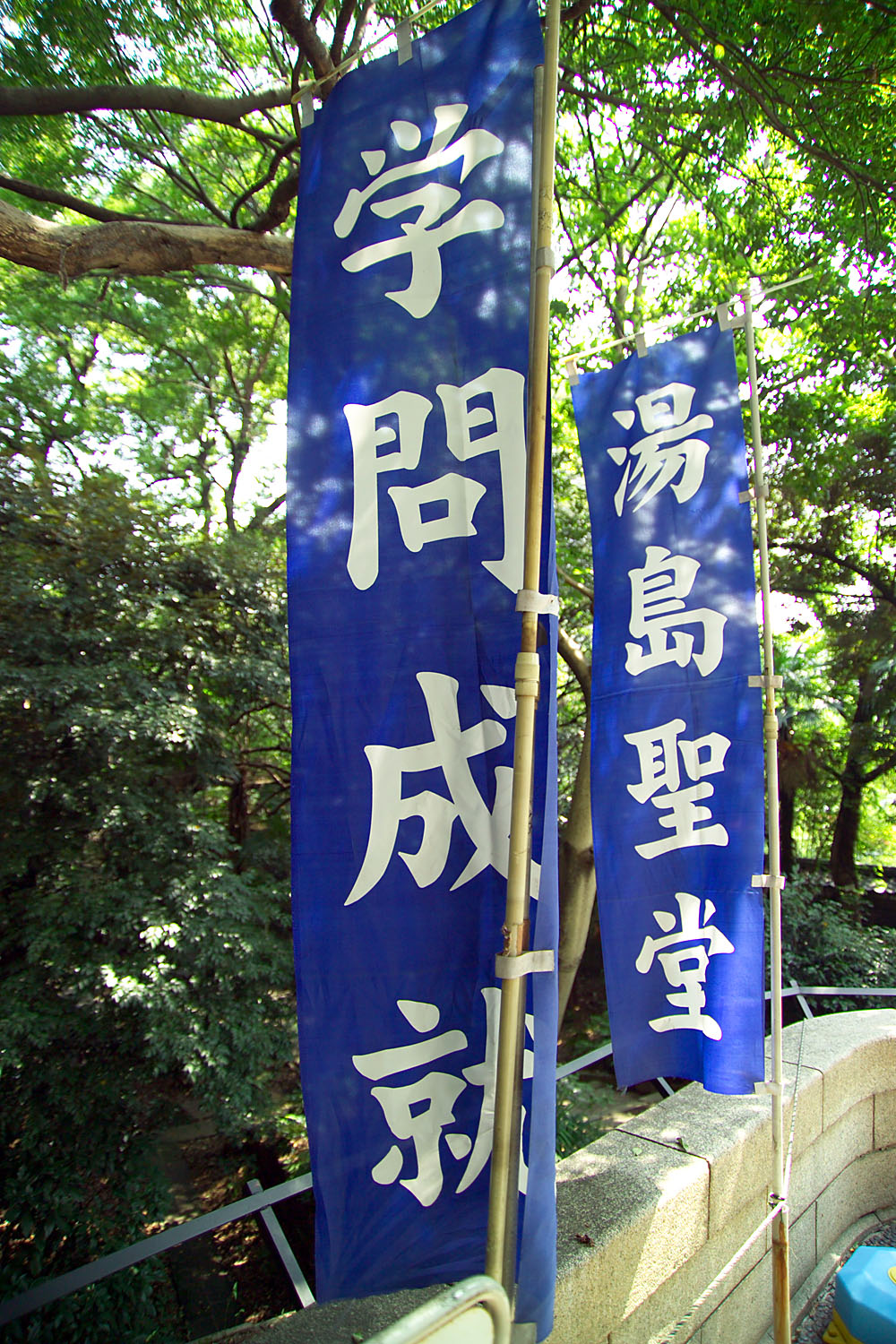
Des nobori (bannières) marquent l'entrée du Yushima Seidō reconstruit (Tokyo).

## Source de la traduction
- (en) Cet article est partiellement ou en totalité issu de l’article de Wikipédia en anglais intitulé « Hayashi clan (Confucian scholars) » (voir la liste des auteurs).